# 河岸鼠刺
河岸鼠刺（学名：Itea riparia）为虎耳草科鼠刺属下的一个种。

## 扩展阅读
- 維基物種上的相關：河岸鼠刺